# Tasmaphena lamproides
Tasmaphena lamproides är en snäckart som först beskrevs av Cox 1868.  Tasmaphena lamproides ingår i släktet Tasmaphena och familjen Rhytididae. IUCN kategoriserar arten globalt som nära hotad. Inga underarter finns listade i Catalogue of Life.